# Pieśń wymarszu
Pieśń wymarszu (fr. Le Chant du Départ) – pieśń powstała w 1794, w czasach rewolucji francuskiej jako hymn żołnierzy republikańskich wyruszających na front. Autorem jej melodii jest Étienne Nicolas Méhul, słowa napisał Marie-Joseph Chénier. W czasach I Cesarstwa pieśń była hymnem narodowym Francji. Popularność jako pieśń wojskowa odzyskała przed I wojną światową, kiedy ponownie była śpiewana przez żołnierzy udających się na front. 

## Historia powstania
Powstanie Pieśni wymarszu było związane z szerzej zakrojoną kampanią Komitetu Ocalenia Publicznego na rzecz promowania postawy patriotycznej w społeczeństwie i zachęcania Francuzów do zaciągania się do wojska lub czynnego wspierania armii w inny sposób. Została zaprezentowana w Komitecie Ocalenia Publicznego 14 lipca 1794 i uzyskała pozytywną opinię Maksymiliana Robespierre'a, który uznał ją za znakomity przykład poezji republikańskiej, jednak zmienił tytuł (Pieśń wymarszu zamiast Hymn do wolności). Natychmiast po uzyskaniu akceptacji rządu pieśń została wykonana w czasie oficjalnych obchodów rocznicy zburzenia Bastylii, a następnie wydrukowana w 18 tys. egzemplarzy w celu dystrybucji we wszystkich armiach Republiki Francuskiej. Zyskała ogromną popularność, żołnierze nazywali utwór bratem Marsylianki. 

## Dalsza obecność w historii Francji
W czasach I Cesarstwa Pieśń wymarszu, jako mniej agresywna w wymowie niż Marsylianka, została wybrana przez Napoleona Bonapartego nowym hymnem państwowym. Pieśń śpiewali żołnierze francuscy z czasów I i II wojny światowej. W 1974 w swojej kampanii przed wyborami prezydenckimi wykorzystał ją Valéry Giscard d’Estaing. 

## Treść i forma pieśni
W założeniach autorów Pieśń wymarszu miała być żywym obrazem muzycznym, co wiązało się z tradycją świąt rewolucyjnych. Każda z siedmiu zwrotek utworu ma innego narratora i odwołuje się do innych odbiorców: 
- pierwsza jest apelem deputowanego Konwentu Narodowego do żołnierzy,
- drugą śpiewa matka wysyłająca swoich synów na front,
- trzecią śpiewają ojcowie żołnierzy,
- w czwartej dziecko śpiewa o bohaterskich czynach nieletnich ochotników Josepha Bary i Josepha Viali,
- piątą śpiewają żony żołnierzy,
- szóstą - młode dziewczęta,
- siódmą i refren wykonują sami żołnierze, deklarując swoje oddanie ojczyźnie.

## Tekst i tłumaczenie
| Un député du Peuple | Poseł narodu |
| La victoire en chantant Nous ouvre la barrière. La Liberté guide nos pas. Et du Nord au Midi La trompette guerrière A sonné l'heure des combats. Tremblez ennemis de la France Rois ivres de sang et d'orgueil. Le Peuple souverain s'avance, Tyrans descendez au cercueil.                                                    | Pieśń zwycięstwa Otwiera swoją bramę dla nas Wolność kieruje naszymi krokami I z północy na południe Trąbka wojenna Wybrzmiewa godzinę bitwy Drżyjcie wrogowie Francji Królowie są pijani krwią i dumą Suwerenni (wolni) ludzie nadchodzą Tyrani zejdą do swoich grobów                                                                     |
| Chant des guerriers (Refrain) | Pieśń wojowników (Refren) |

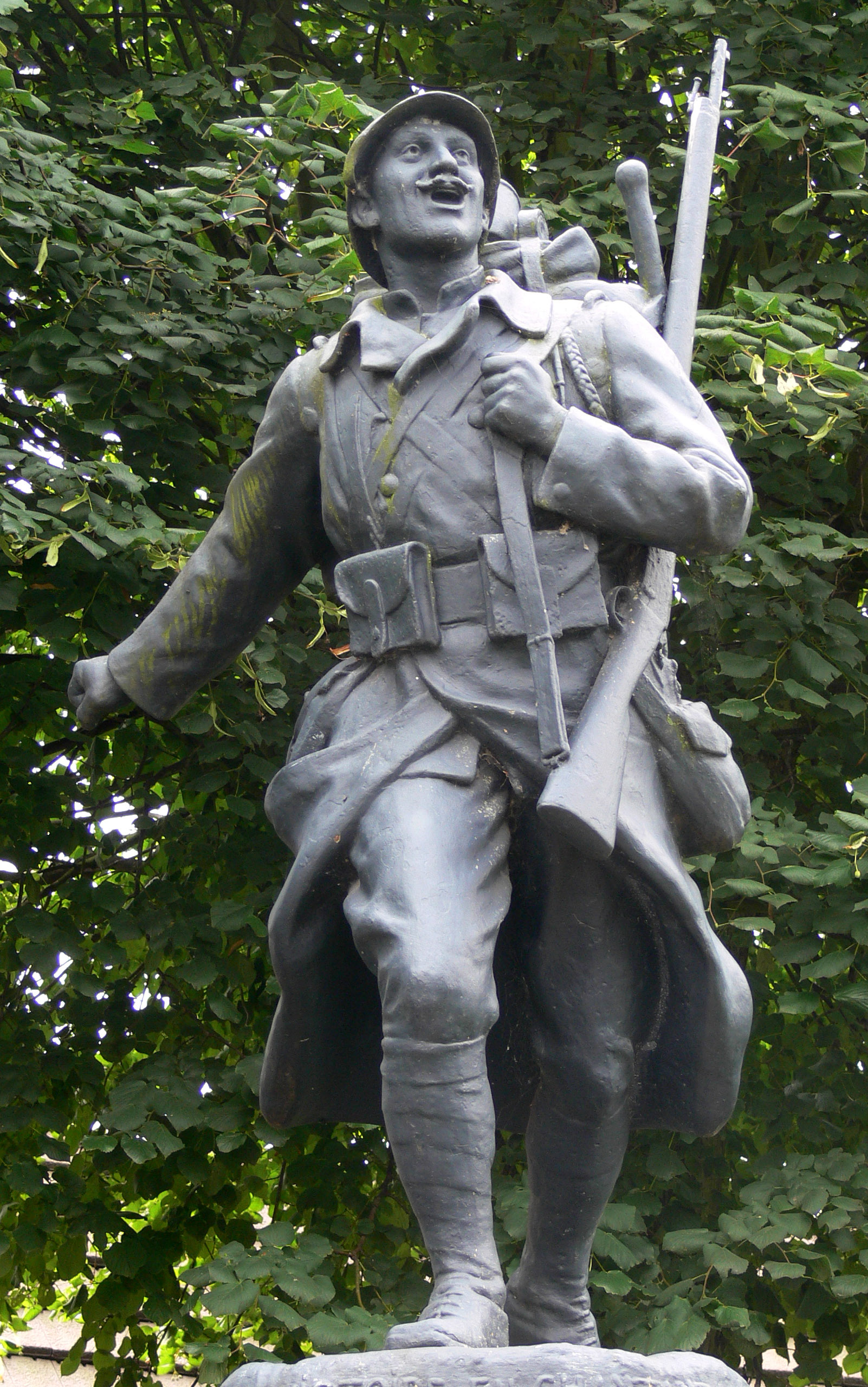
Pieśń wymarszu była często śpiewana podczas mobilizacji i w czasie I wojny światowej, a czasem była nawet uwieczniana na pomnikach wojennych jak na grafice powyżej w Phalempin na północy Francji.

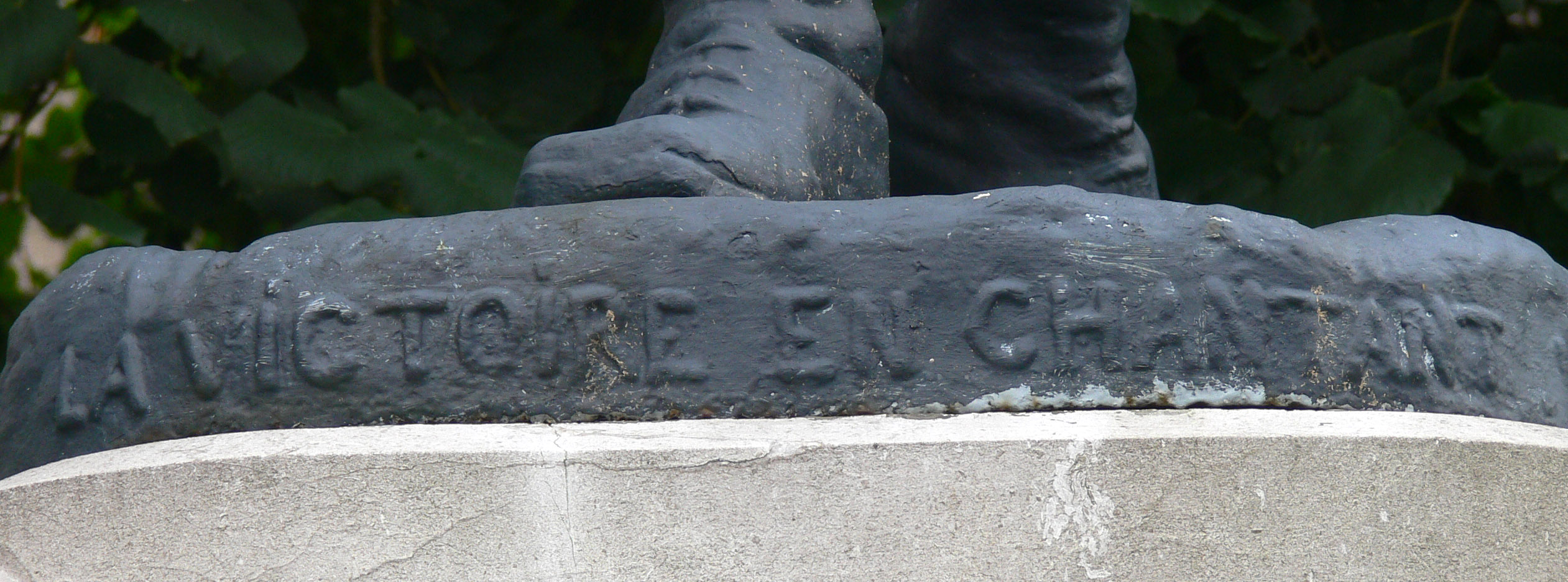
Pierwszy wers pieśni (La Victoire en chantant) na podstawie pomnika z brązu i kamienia.

| La République nous appelle Sachons vaincre ou sachons périr Un Français doit vivre pour elle Pour elle un Français doit mourir. | Republika nas wzywa Poinformuj nas jak pokonać lub jak zginąć Francuz musi żyć dla niej [Republiki] Dla niej [Republiki] Francuz musi zginąć |
| Une mère de famille | Matka rodziny |
| De nos yeux maternels ne craignez pas les larmes : Loin de nous de lâches douleurs ! Nous devons triompher quand vous prenez les armes : C'est aux rois à verser des pleurs. Nous vous avons donné la vie, Guerriers, elle n'est plus à vous ; Tous vos jours sont à la patrie : Elle est votre mère avant nous. (Refrain)     | Nie bój się, że nasze matczyne oczy będą płakać Od nas przepadnij, tchórzliwa rozpaczy! Będziemy triumfować gdy weźmiesz broń To królowie powinni upuścić łzę My dałyśmy ci życie Wojownicy, nie jest już dłużej wasze Wszystkie wasze dni należą do Ojczyzny Ona jest waszą matką bardziej niż my (Refren)                                 |
| Deux vieillards | Dwaj starcy |
| Que le fer paternel arme la main des braves ; Songez à nous au champ de Mars ; Consacrez dans le sang des rois et des esclaves Le fer béni par vos vieillards ; Et, rapportant sous la chaumière Des blessures et des vertus, Venez fermer notre paupière Quand les tyrans ne seront plus. (Refrain)                           | Niech ich ojców miecz znajdzie się w rękach dzielnych, Pamiętajcie nas na polu marsowym Chrzcijcie się w krwi królów i niewolników Miecz w ten sposób będzie pobłogosławiony przez waszych starszych I przynosząc z powrotem do domu Obie rany i cnoty Powróćcie aby zamknąć nam oczy Gdy tyranów już nie będzie (Refren)                   |
| Un enfant | Dziecko |
| De Barra, de Viala le sort nous fait envie ; Ils sont morts, mais ils ont vaincu. Le lâche accablé d'ans n'a point connu la vie : Qui meurt pour le peuple a vécu. Vous êtes vaillants, nous le sommes : Guidez-nous contre les tyrans ; Les républicains sont des hommes, Les esclaves sont des enfants. (Refrain)            | Los Bary i Viali przepełnia nas zazdrością Oni zginęli, ale zwyciężyli Tchórze zmiażdżeni przez wagę lat nigdy tak naprawdę nie zaznali życia Ten który umarł za ludzi, żył Jesteście dzielni, my też Prowadźcie nas przeciwko tyranom Republikanie są mężczyznami Niewolnicy są dziećmi (Refren)                                           |
| Une épouse | Żona |
| Partez, vaillants époux ; les combats sont vos fêtes ; Partez, modèles des guerriers ; Nous cueillerons des fleurs pour en ceindre vos têtes : Nos mains tresserons vos lauriers. Et, si le temple de mémoire S'ouvrait à vos mânes vainqueurs, Nos voix chanterons votre gloire, Nos flancs porteront vos vengeurs. (Refrain) | Opuszczający dzielni mężowie! Bitwy są waszymi świętami Opuszczający, modelowi wojownicy My pozbieramy kwiaty, aby ukoronować wasze głowy Nasze dłonie uplotą wieńce laurowe A jeśli świątynia pamięci (śmierć) Otworzy się na wasze zwycięskie many Nasze głosy będą śpiewać waszą chwałę Nasze łona będą nosić waszych mścicieli (Refren) |
| Une jeune fille | Młoda dziewczyna |
| Et nous, sœurs des héros, nous qui de l'hyménée Ignorons les aimables nœuds ; Si, pour s'unir un jour à notre destinée, Les citoyens forment des vœux, Qu'ils reviennent dans nos murailles Beaux de gloire et de liberté, Et que leur sang, dans les batailles, Ait coulé pour l'égalité. (Refrain)                           | My jesteśmy siostrami bohaterów, my które Hymen łączy słodkimi więzami małżeństwa Nadal nieświadome Czy kiedyś połączy się nasz los z waszym Obywatel powinien wyrazić życzenie Niech wrócą w nasze mury Ozdobieni chwałą i wolnością I niech ich krew w walce Rozlewa się za równość (Refren)                                              |
| Trois guerriers | Trzej Wojownicy |
| Sur le fer devant Dieu, nous jurons à nos pères, À nos épouses, à nos sœurs, À nos représentants, à nos fils, à nos mères, D'anéantir les oppresseurs : En tous lieux, dans la nuit profonde, Plongeant l'infâme royauté, Les Français donneront au monde Et la paix et la liberté. (Refrain)                                  | Na żelazo, przed Bogiem, przysięgamy naszym ojcom Naszym żonom, naszym siostrom Naszym reprezentantom, naszym synom, naszym matkom Że unicestwimy ciemiężycieli Wszędzie, w głęboką noc Przez zatopienie niesławnej arystokracji Francuzi dadzą światu Pokój i wolność (Refren)                                                             |